# Karl Julius Kayser
Karl Julius Kayser (* 9. Mai 1809 in Weißenfels an der Saale; † 16. Juni 1889 in Frankfurt an der Oder)  war königlich preußischer Generalmajor und zuletzt Kommandeur der Festung Torgau.

## Herkunft
Seine Eltern waren der Rechtsanwalt und Geheime Justizrat Kurt Kayser und dessen Ehefrau Karoline Vogel.

## Leben
Er erhielt seine Schulbildung auf der Schule in Naumburg an der Saale. Am 15. Oktober 1824 trat er in das 26. Infanterie-Regiment ein. Am 15. September 1826 wurde er zum Portepeefähnrich und am 13. Dezember 1826 zum Seconde-Lieutenant ernannt. Von 1831 bis 1833 wurde er dann als die Allgemeine Kriegsschule abkommandiert. Nach seiner Rückkehr in das Regiment wurde er am 8. Juni 1834 in die Garde-Artillerie-Brigade abkommandiert und am 9. Dezember 1835 in die Brigade aggregiert. Von dort wurde er von 1838 bis 1840 in das Topographische Büro abkommandiert, in der Zeit wurde er am 4. Juni 1839 zum Premier-Lieutenant befördert. Nach seiner Rückkehr wurde er am 28. Dezember 1840 in die Garde-Artillerie-Brigade einrangiert und am 12. April 1842 in den Großen Generalstab abkommandiert, wo er am 1. April 1843 zum Hauptmann ernannt wurde. Am 4. April 1844 wurde er in den Generalstab des V. Armeekorps versetzt, wo er am 31. Oktober 1848 zum Major befördert wurde. Er erhielt am 15. September 1848 das Kommando über die Artillerie in Baden und nahm als solcher 1849 am Feldzug in Baden teil. Am 10. Dezember 1850 kehrte er in den Generalstab des V. Armeekorps zurück, am 13. April 1852 wurde er in den Generalstab des II. Armeekorps versetzt. Dort wurde er am 13. Juli 1854 zum Oberstleutnant befördert und am 15. Oktober 1855 als Chef in den Generalstab des VII. Armeekorps versetzt.
Am 16. Mai 1857 wurde er als Direktor in die Vereinigte Artillerie- und Ingenieurschule versetzt und dazu am 15. Juni 1857 à la suite des Garde-Artillerie-Regiments gestellt. Dort wurde er am 22. Mai 1858 zum Oberst befördert außerdem erhielt er am 21. April 1859 den Roten Adlerorden 3. Klasse mit Schleife. Am 19. Mai 1859 wurde er als Kommandeur nach Torgau versetzt und blieb à la suite der Garde-Artillerie. Er erhielt am 18. Oktober 1861 den Charakter als Generalmajor und am 12. Januar 1864 den Kronen-Orden 2. Klasse, bevor er am 4. April 1865 mit Pension zur Disposition gestellt wurde. Er starb am 16. Juni 1889 in Frankfurt an der Oder.

## Familie
Er heiratete am 27. April 1847 in Schenkenberg (Kreis Prenzlau) Malwine Sidonie Elvira Witte, die Ehe wurde am 7. Mai 1857 geschieden. Am 27. Mai 1859 heiratete er in Berlin Wanda Hedwig Charlotte Therese von Ricaud-Tiregale (* 28. April 1838), eine Tochter des Oberstleutnants Wilhelm Heinrich Eduard von Ricaud (1794–1867). Das Paar hatte fünf Kinder:
- Anna Karoline Pauline (* 28. Juli 1860 in Torgau), Heirat 2 Feb. 1881 in Halberstadt mit Friedrich Robert Schulz von Heinersdorf
- Carl Julius Rudolph Eberhard (6. Mrz. 1863 in Torgau), Heirat 18. Dez. 1886 in Halberstadt mit Ferdinandine Louise Albertine Adolphine Anna Kuse
- Carl Hugo Walter (* 3. Dez. 1864 in Torgau)
- Carl Julius Curt (* 3. Dez. 1864 in Torgau)
- Marie Caroline Bertha Elsbeth (* 7. Okt. 1867 in Berlin)